# Greg Horn
Greg Horn  est un dessinateur de comics et illustrateur américain. Il est connu pour ses dessins représentant des super-héros, et notamment des super-héroïnes dans un style pin-ups en peinture numérique.

## Œuvres
- Red Sonja / DC Comics
- Secret Invasion (Marvel Comics)
- Jenna Jameson Shadow Hunter (2008) (Virgin Comics)
- Olympics basketball all stars 2004
- Witchblade
- Elektra
- Emma Frost
  - Mind Games, higher learning)
- Hulk
- X-men Universe
- Spider-man, Wolverine, Iron Man (comics)...
- LeBron James (publicité Nike chosenone)
- Battlestar Galactica
- Ms. Marvel  vol.2, #12-30 (couvertures, 2007-2008)
- She-Hulk (Marvel Publishing)
- Madame Mirage
- Marville (2002)
- ESPers (Image comics)
- J.U.D.G.E. (Image comics)
- Official Xbox Magazine (couverture)
- InQuest Gamer (couverture)
- Wizard (magazine)
- Carlsberg (affiche publicitaire)
- EverQuest II/  Untold Legends (Sony Interactive)
- Serious Sam 2 (2K Games)
- StarCraft: Ghost (Blizzard Entertainment)
- The Art Of Greg Horn, 2005 (Image Comics)